# Christoph Knoll
Christoph Knoll, född 1563, död 1630, tysk evangelist, präst och ärkediakon i Schlesien men blev fördriven därifrån under det 30-åriga kriget. Under en period verksam som präst i Wittgenstein, Sprottau. Han avslutade sin livsgärning som kyrkoherde i Wittgendorf i Schlesien. Han finns representerad i de svenska psalmböckerna från 1695 till 1937 med originaltexten till ett verk (nr 560).

## Psalmer
- Jag längtar av allt hjärta (1695 nr 393, 1937 nr 560) skriven 1605 och översatt av Jakob Arrhenius.